# آلموگ کوهن (سیاستمدار)
آلموگ کوهن (عبری: אלמוג כהן‎ </link> ; متولد ۱۹۸۸) سیاستمدار راست افراطی اسرائیلی، افسر سابق پلیس و بنیانگذار شبه نظامی از شهر بئرشبع در منطقه نگب است. او از سال ۲۰۲۲ به عنوان عضو کنست برای قدرت یهود به عنوان هماهنگ‌کننده منطقه ای حزب خدمت کرده‌است. کوهن به دلیل سابقه پلیس و شبه‌نظامی‌اش، نام‌های مستعار از جمله «کلانتر» و «جنگجویی از نقف» را در حزب به دست آورد.
کوهن قبل از فعالیت سیاسی خود یک نیروی شبه نظامی را در منطقه نقب سازماندهی کرد که برای «مبارزه با جنایت در میان بادیه نشینان» ایجاد شد. کوهن پس از ورود به عرصه سیاست، پس از انتشار عکسی که نشان می‌داد خود در دستگیری سال ۲۰۱۳ دست داشت، توسط یک خانواده بادیه‌نشین نقب به خشونت پلیس متهم شد. پیش از انتخابات پارلمانی اسرائیل در سال ۲۰۲۲، کوهن آثار گسترده‌ای از ردپای دیجیتالی خود، از جمله فراخوان «شستن خیابان‌های غزه با خون» را حذف کرد. در سال ۲۰۲۲ او ادعا کرد که تجاوز ادعایی در سال ۲۰۲۱ توسط یک بادیه نشین نقب به یک دختر یهودی ۱۰ ساله در خانه او چیزی است که او را به یک فعال تبدیل کرده‌است.
پس از ورود به کنست در پی ۲۰۲۲، کوهن برای مدت کوتاهی در کمیته امور خارجه و دفاع کنست خدمت کرد و سپس توسط رهبر حزب ایتامار بن گویر به دلیل نافرمانی برکنار شد. در ژانویه ۲۰۲۳، کوهن از توئیتر به دلیل درخواست‌هایش مبنی بر «ادامه کشتن آنها» پس از حمله به اردوگاه آوارگان جنین که منجر به کشته شدن ۹ فلسطینی شد، تعلیق شد. در فوریه ۲۰۲۳، کوهن در کنست شعاری را پخش کرد که در آن نمایندگان عرب کنست را با حیوانات مقایسه کرد. وی متعاقباً توسط هیئت اخلاق کنست مورد توبیخ قرار گرفت.

## سنین جوانی و تحصیل
کوهن متولد بیر-شوا است و هم‌اکنون در اوفاغیم زندگی می‌کند. کوهن فارغ‌التحصیل یشیوای آفیکی ارتزل از بنی آکیا در اوفاغیم است. پدربزرگش، خاخام الیهو حداد، خاخام شهر تونس بود. او در مدت حضور در نیروهای دفاعی اسرائیل (IDF) در واحد اطلاعات هدف خدمت می‌کرد.

## شغل پلیس و سابقه شبه نظامی‌گری
کوهن به مدت ۱۱ سال به عنوان افسر پلیس کار کرد. پس از بازنشستگی از پلیس، کوهن صاحب خانه پنکیک، رستورانی در بیر-شوا شد. کوهن اظهار داشت که پس از افتتاح خانه پنکیک در سال ۲۰۱۸، بادیه نشین امنیت شخصی او را تهدید کرد.
کوهن رهبر کمیته نجات نقف است، که برنامه ریزی برای گروه «تکاوران بارل» را که یک نیروی شبه نظامی مسلح غیرنظامی در نقف را انجام داد. نزدیک به ۲۰۰ نفر برای خدمت در این گروه ثبت نام کردند.
شبه نظامیان کوهن با هدف «مبارزه با جنایت در میان بادیه نشینان» ایجاد شد، کوهن عکسی از او را که روی سه بادیه نشین زانو زده بود با عنوان «آنهایی که در آنجا پایین هستند به یاد دارند که من در ارتش چه کردم» ایجاد شد. کوهن عملیاتی را بر علیه بادیه نشینان در نقاب تأیید کرد که آن را «شب بلورین» نامید.
با این حال، در پاسخ به واکنش عمومی، پلیس تأیید خود را از ثبت نام خود برای وضعیت «داوطلبان پلیس» پس گرفت و باعث شد که شهرداری بئرشبع دستور واگذاری تأسیس شبه نظامی را صادر کند.
کوهن در دفع حمله حماس در سال ۲۰۲۳ به اسرائیل مشارکت داشت.

### اتهامات خشونت  پلیس
در سال ۲۰۲۲، یک خانواده بادیه نشین نقب خواستار بازگشایی تحقیقات خشونت پلیس به توسط کوهن در مورد حادثه‌ای در سال ۲۰۱۳ شدند. سه تن از خانواده‌ای بادیه‌نشین کوهن را به حمله خشونت‌آمیز به آنها متهم کردند. این سه نفر ادعا کردند که کوهن به ناحیه کشاله ران آنها حمله کرده، روی صورت آنها ادرار کرده و آنها را با «گلوله به سر» تهدید کرده‌است. این مردان اظهار داشتند که از روی پستی در شبکه‌های اجتماعی که در آن عکسی از کوهن را که روی آنها زانو زده بود منتشر کرده بود، توانستند کوهن را به عنوان عامل جنایت شناسایی کنند.

## زندگی سیاسی
کوهن یک هماهنگ‌کننده منطقه ای برای اوتزما یهودیت شد و به دلیل پیشینه مجری قانون و شبه نظامی خود، لقب «کلانتر» را در حزب به دست آورد. پیش از انتخابات پارلمانی ۲۰۲۲ اسرائیل، او در فهرستی که توسط اوتزما یهودیت و حزب صهیونیست مذهبی رهبری می‌شد، در رده هفتم قرار گرفت. پس از کسب ۱۴ کرسی، او با موفقیت به عنوان کنست انتخاب شد.

### تصدی صندلی کنست

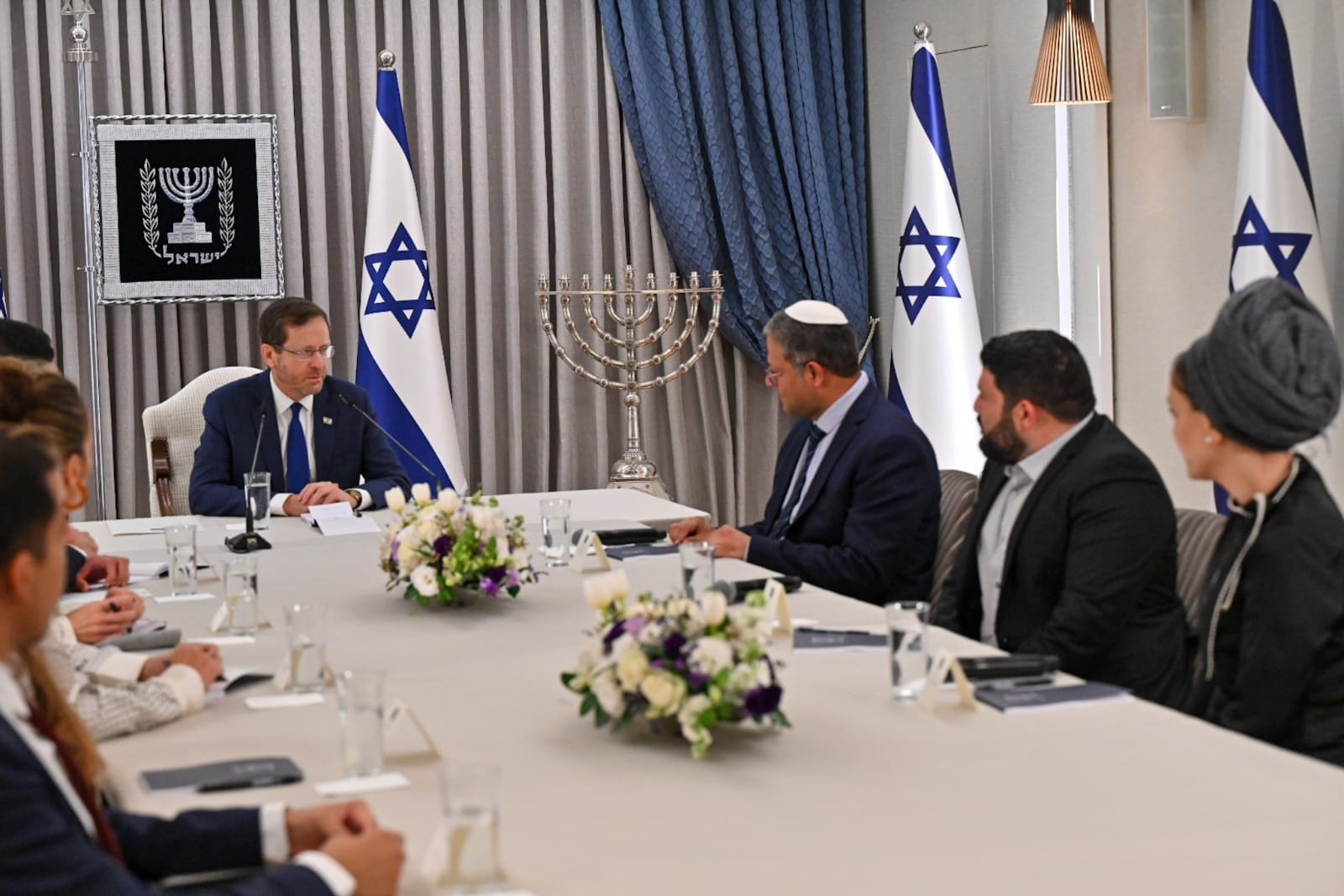
کوهن (نفر دوم از راست) به همراه سایر اعضای جناح اوتزما یهودیت در دیدار با رئیس‌جمهور آیزاک هرتزوگ.

پس از انتخاب خود به کنست در سال ۲۰۲۲، کوهن در مصاحبه ای پیشنهاد کرد که یایر لاپید، نخست‌وزیر وقت مستحق زندانی شدن است. کوهن در یک مصاحبه تلویزیونی اظهار داشت: «مملکت مناسب [لاپید] پشت میله‌های زندان خواهد بود».
کوهن مدت کوتاهی پس از روی کار آمدن، قانونی را در کنست ارائه کرد تا سازمان‌های غیردولتی از دریافت کمک‌های مالی از سازمان‌هایی که توسط کشورهایی که حاکمیت اسرائیل را به رسمیت نمی‌شناسند تأمین مالی می‌شوند، منع کند. کوهن ممنوعیت استفاده از تیک تاک در شرق اورشلیم را تأیید کرده و این پلتفرم را «منطقه تحریک دیوانه ای که تروریست بعدی را ایجاد می‌کند» نامیده‌است.
در فوریه ۲۰۲۳، کوهن در تظاهراتی در دانشگاه تل آویو، جایی که گروهی از دانشجویان در مخالفت با حمله اخیر ارتش به جنین تظاهرات کردند، با معترضان روبرو شد. در جریان این درگیری، کوهن تلاش کرد پرچم فلسطین را از روی یکی از معترضان پاره کند. کوهن در سال ۲۰۲۳ قانونی را تصویب کرد که به موجب آن برافراشتن پرچم دشمن یک جرم کیفری است که مجازات آن یک سال زندان است که شامل نمایش پرچم فلسطین نیز می‌شود.

#### برکناری از کمیته امور خارجی و دفاع
کوهن رهبر حزب، ایتامار بن گویر، در ژوین ۲۰۲۳ او را از کمیته امور خارجی و دفاع کنست اخراج کرد و فرد دیگری از حزب قدرت یهودی لیمور سون هار ملچ جای او را گرفت. گزارش شده‌است که کوهن در ماه قبل به دلیل انتقاد از اولتیماتوم رهبر حزب در مورد بودجه ملی، با بن گویر اختلاف پیدا کرده بود. بن گویر برنامه‌های بودجه دولت را در صورت عدم تخصیص بودجه افزایشی برای وزارت توسعه نقب و گالیله تهدید کرده بود. کوهن با بیان اینکه بدون توجه به موافقتنامه بودجه رای خواهد داد، از بن گویر جدا شد.

## دیدگاه‌های سیاسی
نیویورک تایمز کوهن را یک سیاستمدار راست افراطی توصیف کرده‌است. کوهن قبل از انتخابش به کنست، چندین دیدگاه افراطی را در شبکه‌های اجتماعی بیان کرد. کوهن در یک پست که بعداً حذف شده از سربازان و پلیس خواست تا به جای دستگیری مظنونان فلسطینی را بکشند و خواستار شستن خیابان‌های غزه با خون شد.

### دیدگاه‌ها در مورد فلسطینی‌ها
کوهن از روستاهای فلسطینی در کرانه باختری با عنوان «روستاهای فلسطینی» یاد کرده و فلسطینی‌ها را به حمایت از ایدئولوژی نازی‌ها متهم کرده‌است. در سال ۲۰۲۳، کوهن ادعا کرد که «فلسطینی‌ها درگیر نازیسم، در کشتار یهودیان هستند. فرهنگ نازی در آنجا وجود دارد». در حالی که کوهن پذیرفت که معتقد نیست همه فلسطینی‌ها نازی هستند، او مدعی شد که پلتفرم رسانه اجتماعی تیک تاک برای گسترش ایدئولوژی نازی در میان فلسطینی‌ها استفاده می‌شود.

### سیاست خارجی
در سال ۲۰۲۲، آلموگ کوهن از تهاجم همه‌جانبه روسیه به اوکراین حمایت کرد. کوهن پس از آنکه جو بایدن، رئیس‌جمهور آمریکا را «افراطی» توصیف کرد، به شدت انتقاد کرد و مدعی شد که بایدن از اسرائیل بی اطلاع است.

### حقوق ال‌جی‌بی‌تی‌کیو+
کوهن در پست‌هایی که از آن زمان حذف شده بود، مخالفت شدید خود را با رژه‌های غرور ابراز کرد و اظهار داشت که «رژه غرور یک رژه کاملا حیوانی از مهمانی‌های جنسی افسارگسیخته و بی‌بند و بار در حین آزار و اذیت پسران و خردسالان است.» وی افزود که رژه‌های غرور را «نمایش تکان دهنده پورن سخت و بیمار» می‌داند.

## جنجال‌ها

### تعلیق از توییتر در ژانویه ۲۰۲۳
در ژانویه ۲۰۲۳، توییتر حساب کاربری کوهن را به دنبال توئیتی که در آن از اقدامات نیروهای دفاعی اسرائیل (IDF) در جریان حمله به جنین که منجر به کشته شدن ۹ فلسطینی شد، حمایت کرده بود، تعلیق کرد.
کوهن در توییتی از ارتش اسرائیل تمجید کرد و گفت: «کار خوب و حرفه ای جنگجویان در جنین، به کشتن آنها ادامه دهید.» او از تصمیم توییتر برای تعلیق حساب کاربری خود انتقاد کرد و آن را «بدترین نوع سانسور» خواند. وی در ادامه از اظهارات خود دفاع کرد و مدعی شد که قصد او آشکارا هدف قرار دادن «تروریست‌های درگیر و نه تماشاچیان» بوده‌است.

### نظرات فوریه ۲۰۲۳ در مورد قانونگذاران عرب
در فوریه ۲۰۲۳، کوهن به دلیل پخش شعاری که در آن اعضای عرب کنست را با حیوانات مقایسه می‌کرد، با اعتراض عمومی مواجه شد. کوهن صریحاً اعلام کرد که اعزای کنست از ائتلاف عمدتاً عرب هداش-طعال «لایق گوسفند بودن هم نیستند، و آن‌ها انسان نیستند» و قول داد که «زندگی آنها را بدبخت کند». تایمز اسرائیل گزارش داد که کوهن برای جلب توجه عفر کاسیف، تنها نماینده یهودی در ائتلاف هداش-طعال، «در حال تولید صداهای صدا زدن حیوانات» فیلمبرداری شده‌است.
کوهن از عذرخواهی به خاطر ناسزاگویی خود امتناع کرد و اظهار داشت که «هدف او این است که آنها احساس ناراحتی کنند» و آنها را حامی تروریسم می‌داند. در مارس ۲۰۲۳، وی رسماً به دلیل اظهاراتش توسط کمیته اخلاق کنست مورد توبیخ قرار گرفت که منجر به از دست دادن برخی از حقوق پارلمانی برای دو روز شد.

## زندگی شخصی و تصویر عمومی
کوهن به دلیل پیشینه خود به عنوان بنیانگذار کمیته نجات نگب، توسط ایتامار بن گویر به عنوان «جنگجو از نگب» یاد می‌شود. به گزارش جروزالم پست، کوهن متأهل و دارای دو فرزند است.